# Hoeilaart

Hoeilaarts vapen.

Hoeilaarts läge inom provinsen Vlaams-Brabant.

Hoeilaart är en kommun i provinsen Vlaams-Brabant i regionen Flandern i Belgien. Hoeilaart hade 10 539 invånare den 1 januari 2013.